# Vetenskapsminister
Vetenskapsminister är den minister som är ansvarig för vetenskapsfrågor, och ibland även ansvarig för ärenden rörande teknologi, forskning och innovation.
Titeln vetenskapsminister finns bland annat i länder såsom Brasilien, Danmark, Indien, Kina och Spanien. Ansvarigt statsråd i Sverige för vetenskapsfrågor har varit Jan Björklund (2011). Sedan 2019 är det Matilda Ernkrans.